# Joseph Leccia
Joseph Leccia, né le 3 mai 1901 et mort le 22 mai 1956, est un homme politique français.

## Biographie
Né à Ajaccio, ce médecin s'installe à Tours près de son frère également médecin. Il est cousin de Marcel Leccia. Déporté résistant. Président du conseil de l'Ordre. Sénateur RPF . 1er adjoint au Maire de Tours. Vice-Président du Conseil général d'Indre et Loire.

## Détail des fonctions et des mandats
Mandat parlementaire
- 7 novembre 1948 - 19 juin 1955 : Sénateur d'Indre-et-Loire